# Derwonaji
Derwonaji (en somali : Dharwanaaje) est une ville de l'est de l'Éthiopie située dans la zone Fafan de la région Somali.
Appelée Derwonaji, Derwanaje ou encore Harawa, cette ville se trouve une soixantaine de kilomètres au nord de Djidjiga. 
Elle est recensée en 2007 en tant qu'agglomération du woreda Awbere et compte 11 421 habitants à cette date.
La partie nord d'Awbere s'étant détachée sous le nom d'Harawo, Derwonaji fait maintenant partie de ce nouveau woreda.
Elle en est d'ailleurs probablement la principale agglomération[réf. souhaitée].